# Бутино (Кировская область)
Бутино — деревня в Верхнекамском районе Кировской области России. Входит в состав Лойнского сельского поселения.

## География
Деревня находится на северо-востоке Кировской области, в центральной части Верхнекамского района, к востоку от реки Кама. Абсолютная высота — 195 метров над уровнем моря.
Расстояние до районного центра (города Кирс) — 56 км.

## Население
По данным Второй Ревизии (1748 год) в селе Бутинском насчитывалось 29 душ мужского пола (государственные черносошные крестьяне).
По данным Третьей Ревизии (1764 год) в селе Бутинском насчитывалось 28 душ мужского пола и 20 душ женского пола (все - государственные черносошные крестьяне).
| 2010 |
| ---- |
| 1    |

По данным Всероссийской переписи, в 2010 году численность населения деревни составляла 1 человека (1 мужчина).